# N 05
Die N 05 (kyrillisch Н 05) ist eine Fernstraße „nationaler Bedeutung“ auf der ukrainischen Halbinsel Krim. Sie führt von Krasnoperekopsk nach Simferopol. Nach der russischen Besetzung der Krim hat sie den Status einer Regionalstraße mit der Bezeichnung 35K-001.

## Verlauf
| 0 km  | Krasnoperekopsk |
| 48 km | Perwomajske     |
|       | Wojkowe         |
| 86 km | Hwardijske      |
| 98 km | Simferopol      |